# Sleep Tonight
«Sleep Tonight» —en español: «Dormir esta noche»— es una canción de la banda británica The Rolling Stones, incluida en su álbum Dirty Work, editado en 1986. Junto con «Too Rude» son las pistas en las cuales Keith Richards interpreta la voz principal. Esta fue la primera vez que dos canciones cantadas por Richards aparecieron en un álbum de los Stones. Desde Dirty Work todos sus álbumes de estudio han incluido al menos dos temas con la voz principal de Richards.

## Historia
La canción fue escrita por Richards (aunque está acreditada como una composición de Jagger / Richards) con un piano en la sala de control del estudio de grabación de París. A Ron Wood le gustó la canción en desarrollo y la grabaron juntos sin acompañamiento. Los coros y cuerdas se agregaron más tarde. Wood tocó la batería, ya que Charlie Watts no estaba presente durante la sesión, y Watts dijo más tarde que "él no podría haberlo hecho mejor."
Richards ha declarado que cantar durante las sesiones de Dirty Work "engrosó" su voz: Como Jagger estaba ausente del estudio la mayor parte del tiempo, Richards proporcionó voces guía para muchas pistas y aprendió nuevas técnicas de micrófono. Su presencia vocal fue robusta pero ahumada en «Sleep Tonight», esta prefigura el canto fuerte y emotivo de sus discos solistas y en grabaciones posteriores de los Stones.
«Sleep Tonight» es una balada dirigida por un piano, con un arreglo de cuerdas restringido, un ritmo de batería pesado y un arreglo vocal estilo gospel. La canción muestra a un compositor que madura, y es un puente entre las tempranas canciones "proscritas"  de Richards y las conmovedoras baladas que reconocidas que realizaría tiempo después con los stones como: «Slipping Away» (Steel Wheels), «The Worst» y «Thru and Thru» (Voodoo Lounge), «How Can I Stop» (Bridges to Babylon) y «Losing My Touch» (Forty Licks).
La pista fue grabada en los estudios Pathé Marconi en París, Francia; y en los estudios RPM y Right Track, ubicados en la ciudad de Nueva York.

## Personal
Acreditado:
- Keith Richards: voz, guitarra eléctrica, guitarra acústica, piano, coros
- Ron Wood: batería
- Bill Wyman: bajo
- Tom Waits: coros
- Janice Pendarvis: coros
- Dollette McDonald: coros